# J.P. With
Jesper Peter With (16. marts 1791 på Christianshavn – 5. februar 1854 i Ørum ved Vejle) var en dansk politiker og herredsfoged, far til C.E. og R.C. With.

## Karriere
Han var søn af skibsfører i Asiatisk Kompagni Mouritz With (1747-1810, gift 1. gang 1779 med Maria Christine Fenger, 1760-1780) og Magdalene Margrethe Fenger (1770-1818), som var datter af Peter Fenger. Han blev 1808 student (privat dimitteret) og 1812 juridisk kandidat, endnu samme år kopist ved Politiretten og 1814 tillige ved Søetatens kombinerede ret; han var 1815-22 auditør ved sidstnævnte ret og blev derefter landsoverretsassessor i København. Som sådan var han 1825 medlem af den overkrigskommission, der havde at undersøge og påkende sagen vedrørende J.G. Poulsen og guvernør Johan Christopher Richelieu på Guineakysten, og som endte med at frikende den første for beskyldninger for underslæb og med at fremkalde den sidstes afsættelse. I slutningen af 1826 blev han herredsfoged i Bjerge og Hatting Herreder og forvaltede dette embede indtil sin død; han fik 1840 justitsråds titel. Han var siden 1842 medlem af Vejle Amtsråd og var juni-september 1848 konstitueret amtmand i Vejle Amt; 1850 blev han formand for afløsning af gårdmandshoveriet i det sydøstlige Jylland.

## Æstet
J.P. With havde allerede som ung mand haft æstetiske interesser, og livet igennem bar han et præg af at være hvad han i selvbiografiske optegnelser har kaldt epikuræer. 1819 havde han udgivet et af varm fædrelandsfølelse præget skrift Danske og norske Søheltes Bedrifter fra Aar 1797 til 1813, hans eneste større bidrag til litteraturen; desuden er der kun et par politisk-økonomiske småskrifter (1835-36) og nogle bladartikler (især i Aarhus Stiftstidende).

## Landmand
Da han ved sin moders død havde arvet en ret betydelig formue, blev han i stand til 1827 at købe avlsgården Daugård (med 14 tønder hartkorn), som han ejede og beboede indtil 1843; han købte da i stedet Stjernholm ved Horsens, hvor han flyttede hen og boede i nogle år; sine sidste leveår tilbragte han på en gård i Ørum ved Vejle.

## Politiker

### Stænderforsamlingen
Det var især som politiker og fortrinsvis som medlem af den viborgske stænderforsamling, at With vandt ry og indlagde sig væsentlig fortjeneste. Han havde sæde i de seks samlinger 1836-46, medens hans midlertidige amtmandsstilling hindrede ham i at give møde 1848. Han sluttede sig straks til den frisindede side, blev tidligt en af dens ordførere og var en af de virksomste deltagere såvel i det egentlige lovgivnings- som i det politiske vækkelsesarbejde, der blev provinsialstændernes vigtigste gerning. Han var i løbet af de ti år medlem af i alt 58 udvalg og jævnlig ordfører for disse, og han var altid en varm og djærv talsmand for frihed og fremskridt. Allerede 1836 var han medlem af udvalgene om stænderforhandlingernes offentlighed og om trykkefrihedens beskyttelse imod nye indskrænkninger, vistnok i begge tilfælde uden at opnå noget. Han indbragte selv forslag om den ny matrikels snare indførelse og om vejvæsenet; ligeledes foreslog han at bede kongen om nedsættelse af en blandet, civil og militær, kommission, der kunne undersøge muligheden af almindelig værnepligt.
I den næste samling 1838 fremsatte With – i lighed med Tage Algreen-Ussings forslag i Roskilde – forslag om de to kongerigske forsamlingers forening, enten således at den forenede forsamling skiftevis mødtes i Roskilde og Viborg eller hver gang på et tredje sted, Odense eller Fredericia, men ikke i København. Ved indbringelsen heraf udtalte han – som modvægt mod den indvending, at man så også burde forene Slesvigs og Holstens stænder - at man "snarere af Hensyn til Sproget skulde forene den dansktalende Del af Slesvig med Jylland og den tysktalende med Holsten". Han blev således den, der først offentligt fremsatte tanken om Slesvigs deling efter nationaliteter; men den fandt ingen genklang i forsamlingen og afvistes bestemt af den kongelige kommissarius A.S. Ørsted; siden synes han også selv at have opgivet den. Samme år understøttede With Frederik Vilhelm Schyttes forslag om forbedring af finansernes tilstand ved at give stænderne tilsyn med statshusholdningen og et andet privat forslag om at indrømme jøder valgbarhed. Endvidere optrådte han som talsmand for udvidet næringsfrihed, ja ville selv endog fuld frihed; thi efter hans opfattelse burde købstæderne forvandle sig til landsbyer, hvis de ikke kunne holde sig som handelspladser. 1840 gik With endnu videre i sine krav på politisk udvikling, idet han foreslog ændringer i stændernes ordning, nærmest svarende til P.G. Bangs samtidige forslag, dog med visse tillæg; det gjaldt nu ikke alene om stændernes forening, men også om udvidet myndighed og forlænget varighed for deres samling, og han ville desuden have udvidet valgbarhed og en væsentlig forøgelse af sædegårdsejernes klasse. Under forhandlingerne udtalte han med stor bestemthed, at Danmark før eller senere ville få en konstitutionel forfatning, og at Kongeloven lige så lidt som andre love kunne forblive uforanderlig.

### Det slesvigske spørgsmål
1842 var dog det år, hvor With blev mest kendt ved sin optræden i den slesvigske sag. Nogle dage efter, at Peter Hiort Lorenzen havde talt dansk i den slesvigske stændersal og hævdet sin ret dertil, skrev han derom til With, og denne bebudede straks (21. november) et andragende til kongen om at værge den danske nationalitet i Slesvig. 25. november indbragte han sit adresseforslag, hvori der bittert klagedes over de slesvigske stænders gentagne udæskninger mod Danmark, og 2. december forsvarede han det med stor varme og dygtighed, støttet af alle hovedmændene for det nationale parti. Han fremkaldte således det stærke sammenstød med Ørsted som kongelig kommissarius, der til sidst gik så vidt, at denne forbød forhandlingernes optagelse i den trykte tidende. Men derved vaktes et hidtil ukendt røre i folket, og With var nærmest den, der ledede bevægelsen i Nørrejylland, hvorhos kløften mellem regeringen og det frisindede parti uddybedes. With stod selvfølgelig to år senere ved siden af J.E. Larsen, da denne genoptog spørgsmålet om at hævde den danske nationalitet i Slesvig, og tog ligeledes del i forhandlingerne om stænderinstitutionens udvikling til en virkelig fri forfatning og kravet på "en kraftig, folkelig og fædrelandsksindet Administration". Hans optræden vakte så stor opmærksomhed, at kong Christian VIII 1845 under sit ophold på Boller kaldte With til sig og ligefrem truede ham med tab af embede, såfremt han fortsatte sine angreb mod regeringen. With forsvarede sig dog med stor djærvhed, fastholdt sin opfattelse og bebudede det kommende oprør, ja havde endog den tilfredsstillelse, at han og kongen - som han siden udtrykte sig - "skiltes som nogenlunde gode Venner".

### Praktisk politik
Deltagelsen i de store politiske forhandlinger lod dog ikke With glemme de mere praktiske spørgsmål, og netop i årene 1840-46 indbragte han adskillige forslag sigtende til at løse sådanne. Allerede 1840 stillede han forslag om at tillade de offentlige stiftelser samt lens- og stamhusbesidderne at afhænde deres fæstegods; 1842 ønskede han et forbud imod oprettelse af nye len og stamhuse samt offentliggørelse af præmisserne til Højesterets domme; 1844 foreslog han oprettelse af et sindssygehus for Nørrejylland, og 1846 krævede han tilladelse til at oprette højere skoler for voksne unge mennesker på landet, i lighed med folkehøjskolen i Rødding. Han var således i mere end én henseende en virkelig foregangsmand.

### Den Grundlovgivende Rigsforsamling
Da 1848 bebudede opfyldelsen af, hvad han så længe havde ønsket og så sikkert havde ventet, nemlig en fri forfatning, søgte og opnåede han valg i sin hjemstavn til Den Grundlovgivende Rigsforsamling. Han sluttede sig nærmest til venstre, men det nationale spørgsmål lå ham fuldt så meget på sinde som de politiske. Han stemte 7. november imod A.F. Kriegers forslag om at udsætte grundlovsforhandlingerne, indtil slesvigerne kunne komme med, og rådede endog 6. februar 1849 til hellere at vedtage regeringens udkast i dets helhed uforandret end at udsætte afgørelsen på ubestemt tid. Han indbragte også den store adresse imod Slesvigs deling samt hørte med til den af Christian Flor stiftede "Danske Forening". Med hensyn til Rigsdagens ordning var han nærmest stemt for et enkelt kammer, valgt ved almindelig valgret uden klassedeling, og ville kun give Landstinget en stilling i lighed med det norske Lagting, så at dets nej kunne omstødes ved en fælles afstemning af begge ting.

### Folketingsmand
With blev også medlem af det første Folketing 1849-52 for Vejle Amts 5. Kreds (Bjergekredsen), men kom ikke til at spille nogen rolle her; han blev kun valgt til enkelte og ikke særlig vigtige udvalg og kunne slet ikke finde sig rigtig hjemme. Han, der var blevet vant til stændernes forretningsgang, klagede over de lange taler og over de tidsspildende, kostbare afstemninger ved navneopråb, der krævedes, når han selv søgte at fremtvinge afslutning. Han havde helt forladt venstre og hørte endog til det nationalliberale partis højre fløj; han stemte således imod jagtrettens afløsning og imod N.M. Spandets forslag om trosfrihed, ja selv mod bevillingen til bondehøjskoler, som han få år tidligere havde taget ordet for. Under de vigtige politiske forhandlinger 1851-52 var han aldeles tavs. Han følte også, at tidsånden var løbet fra ham, og søgte ikke genvalg 1852.

## Karakter
With var en munter, livslysten mand. Allerede i København havde han ført et fornøjeligt liv, og dette blev i Jylland til en udstrakt selskabelighed sammen med egnens mange adelige og uadelige godsejere. Også i stændergilderne i Viborg tog han livlig del. Han var vittig og fuld af lune, og det var ham, der sammen med stiftsprovst P.T. Hald 1838 forfattede den såkaldte Stændervise med kåde, ja ret nærgående udfald mod de enkelte medlemmer; den løb i talrige afskrifter rundt i landet og vakte stor munterhed hos almenheden, men megen vrede hos dem, der følte sig trufne.
Efter længere tids svagelighed døde han 5. februar 1854 i Ørum, hvor han 27 år tidligere, kort før han fik embede i Jylland, havde ønsket at leve og at dø. Her er han begravet.

## Ægteskaber
With blev gift 1. gang 1. august 1813 i Vor Frelsers Kirke med Louise Paludan (23. juli 1789 i København - 23. februar 1821 sst.), datter af residerende kapellan ved Vor Frelsers Kirke, senere slotspræst ved Fredensborg Slotskirke Peder Paludan (1755-1799) og Margrethe B. Thillerup (1762-1833).
Gift 2. gang 16. november 1822 i Garnisons Kirke med Frederikke Laura (Fréderique-Laure) Mourier (19. oktober 1799 i København - 2. august 1871 sst.), datter af direktør for Asiatisk Kompagni, senere justitsråd René Pierre François Mourier (1768-1836) og Christiane Frederikke Fabricius (1776-1822) og søster til Charles Ferdinand Léonard Mourier. Han efterlod sig seksten børn, otte af hvert køn.

## Gengivelser
- Portrætmaleri af Niels Rademacher 1843, litograferet af Edvard Fortling samme år (Det Kongelige Bibliotek)
- Tegning af L.A. Smith (Folketinget; Det Kongelige Bibliotek), benyttet på litografi af Em. Bærentzen & Co. af stænderrepræsentanterne i Viborg 1844 (Det Kongelige Bibliotek), efter samme stik af A. Hansen, 1847 og træsnit 1850
- Portrætmaleri af David Monies 1849
- Litografi efter tegning af J.P. Bruun 1853
- Afbildet på Constantin Hansens maleri af Den Grundlovgivende Rigsforsamling (1860-64, Det Nationalhistoriske Museum på Frederiksborg Slot)
- Tegning af N.E. (Folketinget)
- Fotografi